# Flensburg (Minnesota)
Flensburg es una ciudad ubicada en el condado de Morrison en el estado estadounidense de Minnesota. En el Censo de 2010 tenía una población de 225 habitantes y una densidad poblacional de 12,4 personas por km².

## Geografía
Flensburg se encuentra ubicada en las coordenadas 45°56′56″N 94°31′57″O / 45.94889, -94.53250. Según la Oficina del Censo de los Estados Unidos, Flensburg tiene una superficie total de 18.15 km², de la cual 18.04 km² corresponden a tierra firme y (0.61%) 0.11 km² es agua.

## Demografía
Según el censo de 2010, había 225 personas residiendo en Flensburg. La densidad de población era de 12,4 hab./km². De los 225 habitantes, Flensburg estaba compuesto por el 97.33% blancos, el 0% eran afroamericanos, el 0.44% eran amerindios, el 0.44% eran asiáticos, el 0% eran isleños del Pacífico, el 0% eran de otras razas y el 1.78% pertenecían a dos o más razas. Del total de la población el 0% eran hispanos o latinos de cualquier raza.